# Hermanos Nodal
Los llamados Hermanos Nodal fueron unos navegantes y exploradores españoles naturales de Pontevedra, que vivieron entre los siglos XVI y XVII, llamados Gonzalo García de Nodal y Bartolomé García de Nodal. Fueron enviados por el rey Felipe III a reconocer el estrecho de Magallanes y el nuevo estrecho descubierto por la expedición de Jacob Le Maire y Willem Schouten en los años 1618 a 1619. El 10 de febrero de 1619 descubrieron al suroeste del cabo de Hornos las islas Diego Ramírez.